# Pomnik Ofiar Więzienia przy ul. Młyńskiej w Poznaniu

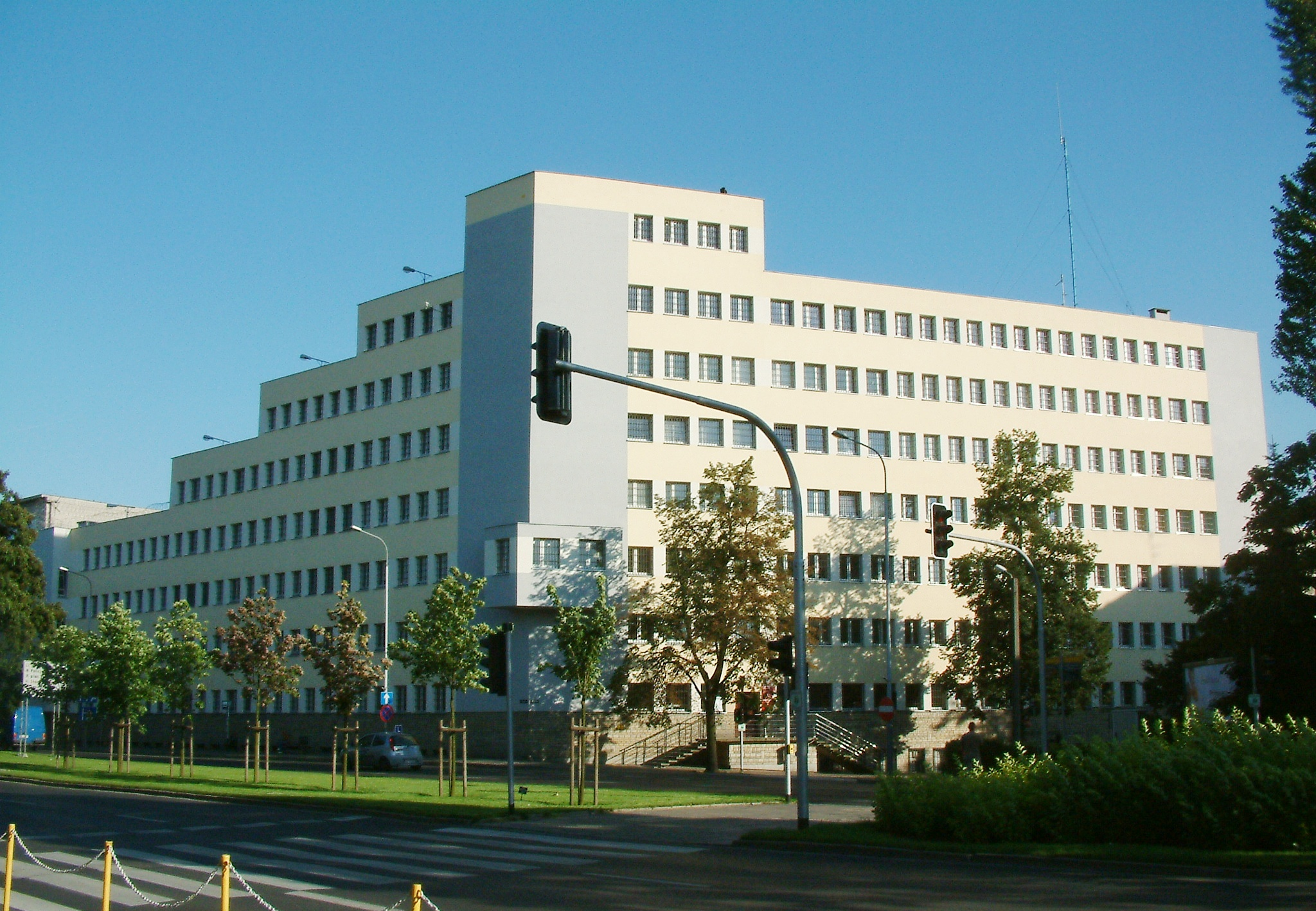
Areszt Śledczy przy ul. Młyńskiej

Pomnik Ofiar Więzienia przy ul. Młyńskiej – pomnik upamiętniający ofiary więzienia przy ulicy Młyńskiej w centrum Poznania, który zlokalizowany był naprzeciw tej instytucji (obecnie Areszt Śledczy), na skwerze pomiędzy blokami nr 9 i 14. Zburzony w 2011 roku.
Pomnik miał formę metalowej, czterodzielnej steli (pola podzielone artystycznymi pęknięciami) z napisem i sylwetkami głów ludzkich. Całość osadzona na kamiennym cokole. Obiekt upamiętniał całe pokolenia ofiar więzienia przy ul. Młyńskiej:
- w okresie zaboru pruskiego byli to polscy patrioci i działacze narodowi,
- w okresie międzywojennym – komuniści i rewolucjoniści,
- w czasach okupacji niemieckiej – ponownie polscy działacze podziemni (w latach 1940–1944 zabito tu około 1600 Polaków).

Również po II wojnie światowej w więzieniu przetrzymywano działaczy podziemia antykomunistycznego oraz inne osoby podejrzane o szkodzenie władzy ludowej. W okresie Powstania Poznańskiego w 1956, szturmem uwolniono tu więźniów politycznych. W pobliżu znajduje się pomnik Dzieci Czerwca 1956 (ul. Młyńska 3).
Pomnik został zburzony w 2011 przez dewelopera Wechta, który zbudował w tym miejscu biurowiec Temida. Tablica pamiątkowa została uratowana i przeniesiona na mur aresztu.